# Ernst-Ludwig-Allee 23 (Buchschlag)

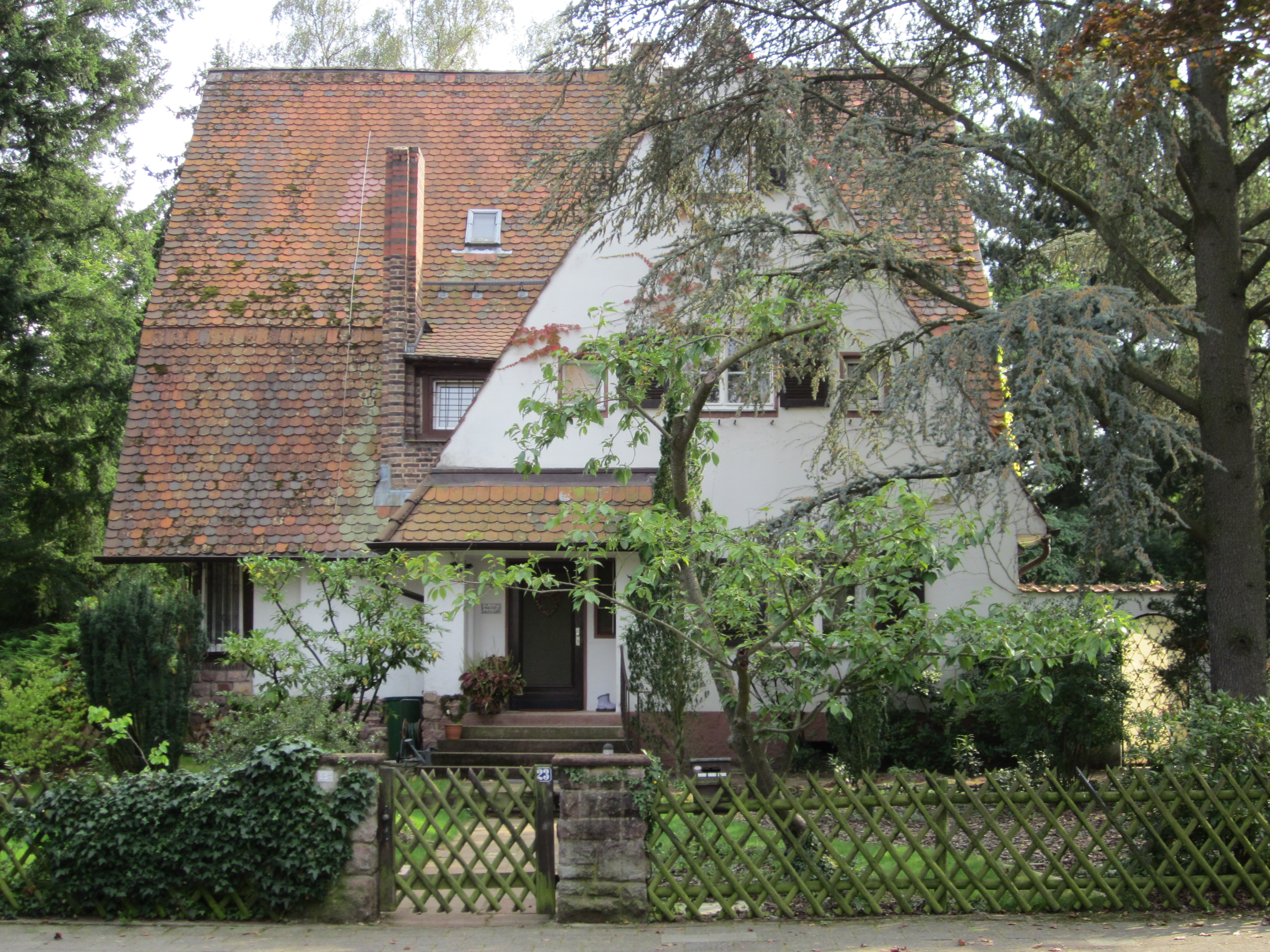
Gebäude Ernst-Ludwig-Allee 23 in Buchschlag

Das Gebäude Ernst-Ludwig-Allee 23 in Buchschlag, einem Stadtteil von Dreieich im südhessischen Landkreis Offenbach, wurde um 1910 errichtet. Die Villa in der Villenkolonie Buchschlag ist ein geschütztes Kulturdenkmal.
Der in der Villenkolonie seltene Haustyp wurde nach Plänen des Architekten Wilhelm Koban (1885–1961) erbaut, der selbst in der Villa Falltorweg 4 wohnte. Das Haus hat ein dominierendes, weit heruntergezogenes steiles Mansarddach. Die drei Giebelschauseiten werden durch die Rhythmisierung der Fensteröffnungen und die Kassetten im Dachüberstand betont. Sie sind teilweise verschindelt und geschossweise vorkragend.